# Catalina-Affäre
Die Catalina-Affäre (schwedisch Catalinaaffären) löste im Kalten Krieg eine diplomatische Krise zwischen dem neutralen Schweden und der Sowjetunion aus. Im Juni 1952 wurden zwei Flugzeuge der schwedischen Luftwaffe von sowjetischen Jagdflugzeugen über internationalen Gewässern der Ostsee abgeschossen. Dabei kamen acht Besatzungsmitglieder ums Leben. Bis zur Auflösung der Sowjetunion (Erklärung von Alma-Ata (1991)) bestritt diese öffentlich jede Verwicklung in den Vorfall.
Der Name Catalina-Affäre leitet sich von einem der beiden abgeschossenen Flugzeuge – einem Flugboot vom Typ Consolidated PBY Catalina – ab und wurde erstmals von der Presse für die Ereignisse des Juni 1952 benutzt.

## Ablauf

### Abschuss vonFlug 27
Am Morgen des 13. Juni 1952 startete Flug 27 mit einer Maschine des Typs Tp 79 (schwedische Bezeichnung der Douglas DC-3/C-47 Skytrain) vom Flughafen Stockholm/Bromma mit dem Auftrag, Funksignale über der Ostsee abzuhören. Die Maschine sollte dabei zu festgelegten Zeiten eine Meldung abgeben.
An Bord befanden sich neben Pilot, Navigator und Flugingenieur fünf Mitarbeiter der Försvarets radioanstalt (FRA), die den Auftrag hatten, Funkaufklärung zu betreiben und an entsprechend ausgerüsteten Arbeitsplätzen im Laderaum des Flugzeuges saßen. Die FRA war insbesondere an Informationen zum neuen sowjetischen Radar P-20 interessiert – ein zu diesem Zeitpunkt neues System, das erstmals im Spätsommer 1951 von der NATO aufgeklärt worden war und seitdem die vorhandenen Radaranlagen an der Grenze des Ostblocks verstärkte. Eine der P-20-Anlagen war bei Liepāja (Libau) lokalisiert worden.
An Bord waren acht Personen:
- Alvar Älmeberg (Pilot)
- Gösta Blad (Navigator/Funker)
- Herbert Mattson (Flugingenieur)
- Carl-Einar Jonsson (Leiter der FRA-Gruppe)
- Ivar Svensson (FRA-Mitarbeiter)
- Erik Carlsson (FRA-Mitarbeiter)
- Bengt Book (FRA-Mitarbeiter)
- Börje Nilsson (FRA-Mitarbeiter)

Außer Nilsson, der aus Malmö stammte, kamen alle Insassen aus Stockholm.
Die Maschine startete um 09:05 Uhr von der Startbahn 31 (heute 30) in Bromma und stieg danach mit einem Kurs von etwa 130 Grad auf 4.000 bis 4.500 Meter Höhe. Positionsmeldungen gab die Besatzung um 09:26 Uhr, 09:47 Uhr, 10:08 Uhr, 10:25 Uhr, 10:46 Uhr und 11:08 Uhr ab. Um etwa 11:25 Uhr hätte der nächste Funkspruch erfolgen sollen, der aber nie empfangen und wohl aufgrund des Abschusses auch nicht abgesetzt wurde.
Der Absturzort liegt etwa 40 Kilometer nordöstlich der Insel Gotska Sandön und 115 Kilometer westlich der estnischen Küste und damit in internationalen Gewässern.
Als auch weitere Meldungen ausblieben, startete das schwedische Militär eine Such- und Rettungsaktion mit zwei Consolidated PBY-5 (Catalina, schwedische Bezeichnung Tp 47).

#### Besatzung
Der Pilot des Flugzeuges, Alvar Älmeberg war ab 1942 im Dienst bei der Flygvapnet und hatte bis zum Unfallzeitpunkt knapp 2.000 Flugstunden. Der Navigator Gösta Blad hatte 1944 seine Ausbildung abgeschlossen und kam bis Juni 1952 auf 1.202 Flugstunden. Der Flugingenieur Herbert Mattsson war relativ neu auf dem Muster Tp 79.

#### Tp 79, Kennzeichen 79001
Bei der abgeschossenen Maschine handelte es sich um eine Douglas DC-3A-360 Skytrain (US-Bezeichnung: C-47-DL), die am 27. Januar 1943 mit der Werknummer 9001 an die United States Army Air Forces (USAAF) ausgeliefert worden war. Im Dienst der USAAF trug sie das Kennzeichen 42-5694 und gehörte zu einem US-Transportverband, der zunächst in Nordafrika, später in Großbritannien stationiert war.
Am 5. Februar 1946 wurde die Maschine vom Flughafen Paris-Orly über den Fliegerhorst Langendiebach (Hanau) nach Stockholm überführt und am 18. Mai 1946 als SE-APZ in die schwedische Luftfahrzeugrolle eingetragen. Die Maschine wurde bei unterschiedlichen Fluggesellschaften, unter anderem SAS, eingesetzt, bis sie 1948 als Tp 79 mit dem Kennzeichen 79001 von der schwedischen Luftwaffe übernommen wurde. Für die 79001 und ihr Schwesterflugzeug 79002 war ein Kaufpreis von 285.000 schwedischen Kronen gezahlt worden. Am 15. Januar 1951 wurde sie dem Verband F 8 in Barkarby nordwestlich von Stockholm zugeteilt.

### Abschuss der Catalina

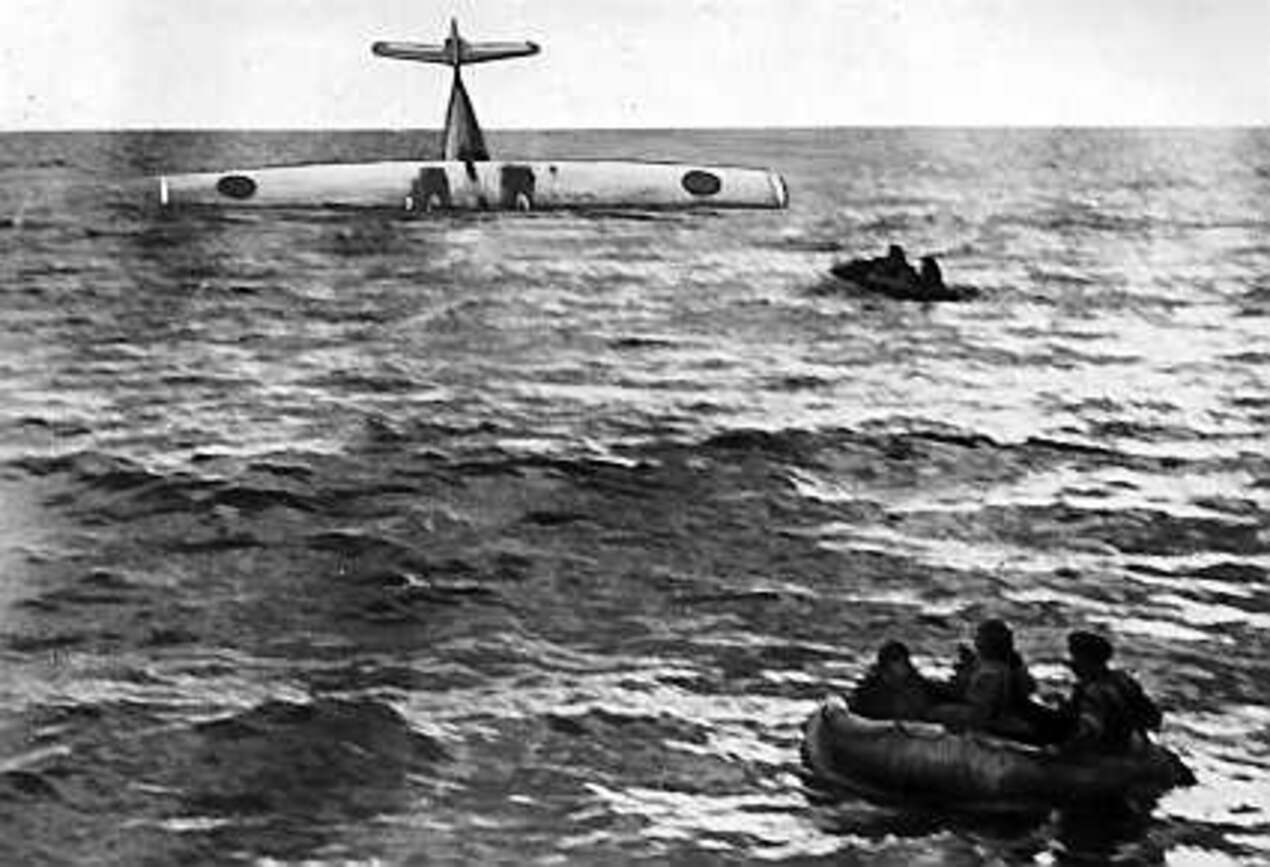
Die abgeschossene Tp 47 (Catalina), 16. Juni 1952

Am dritten Tag der Suche nach der verschwundenen DC-3, dem 16. Juni 1952, befanden sich zwei Catalina-Flugboote westlich von Estland über der Ostsee, um nach der Besatzung von Flug 27 zu suchen, als eines der Flugzeuge von sowjetischen Jägern abgeschossen wurde. Die sieben (in anderen Quellen fünf) Besatzungsmitglieder konnten sich aus der Catalina retten und wurden vom westdeutschen Frachter Münsterland geborgen.

## Folgen
Die Sowjetunion stritt eine Beteiligung an dem Abschuss ab, obwohl der schwedische Zerstörer Sundsvall einige Tage später nahe der Absturzstelle ein Schlauchboot mit Munitionsteilen fand, die man zweifelsfrei sowjetischen Waffen zuordnen konnte. 1956 gab Nikita Chruschtschow gegenüber dem schwedischen Premierminister Tage Erlander zu, dass ein sowjetisches Flugzeug die Tp 79 abgeschossen hatte; allerdings einigte man sich darauf, diese Information nicht an die Öffentlichkeit weiterzugeben.
Stattdessen behauptete die schwedische Regierung lange Zeit, dass das Flugzeug sich auf einem Navigations-Trainingsflug befunden hätte. Erst auf Druck der Angehörigen gab man schließlich zu, dass das Flugzeug mit britischem Überwachungsgerät ausgestattet worden war, um Aufklärung für die NATO zu betreiben.
Nach dem Zerfall der Sowjetunion Ende 1991 gab Generalmajor Fjodor Schinkarenko – zur Zeit des Abschusses Oberst der sowjetischen Luftverteidigung – ein Interview, in dem er behauptete, dass er einem seiner Piloten den Befehl gegeben habe, die DC-3 abzufangen, da sie sich in sowjetischem Luftraum befunden hätte.

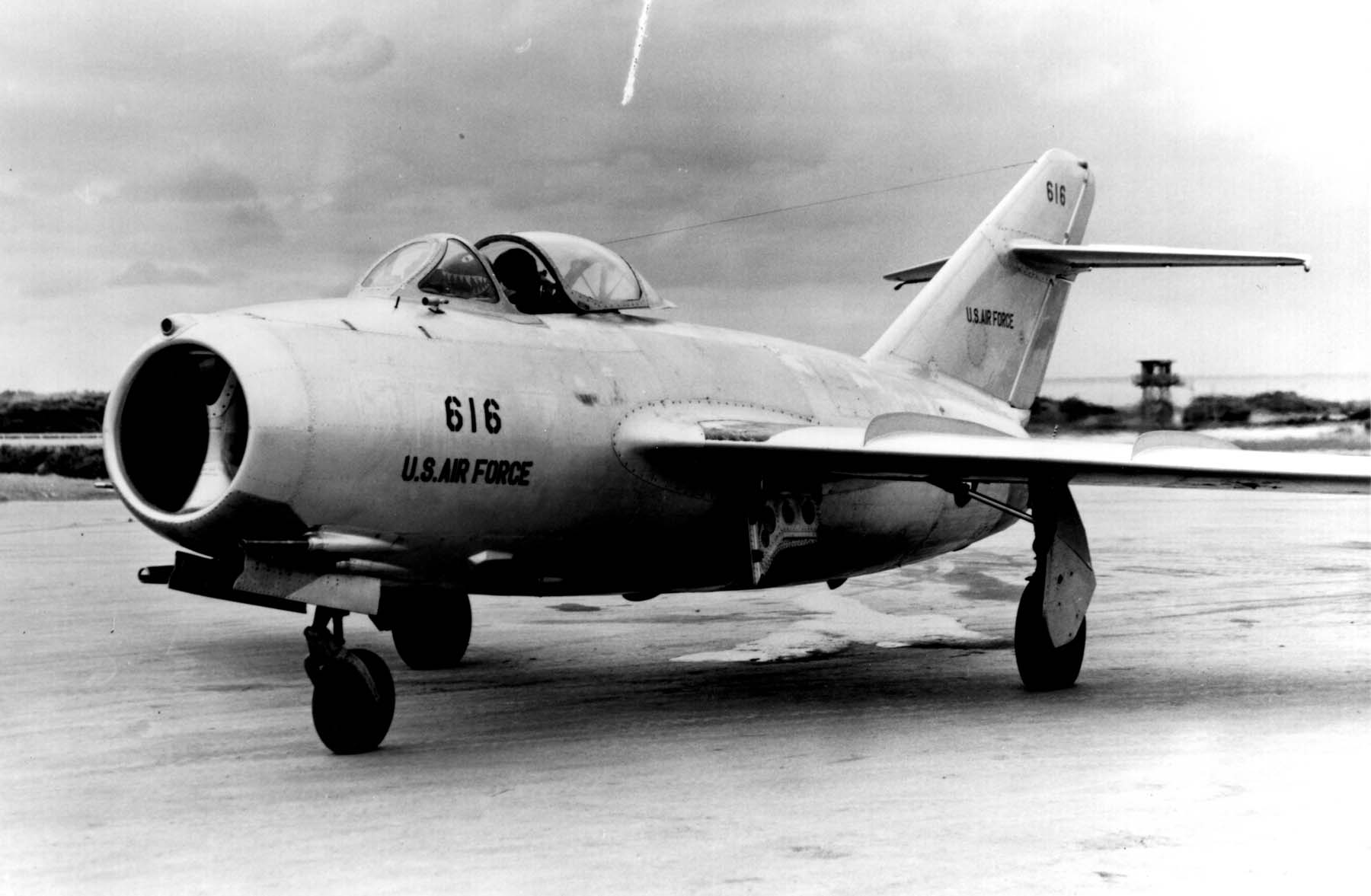
Abfangjäger vom Typ MiG-15 (Bild zeigt eine von den USA erbeutete Maschine)

Am 30. Oktober 1991 gab der sowjetische Botschafter in Schweden, Fokin, zu, dass ein sowjetisches Jagdflugzeug Flug 27 über internationalen Gewässern abgeschossen habe und dass dies ein Verstoß gegen das Völkerrecht gewesen sei – entgegen dem Statement, das Schinkarenko abgegeben hatte.
Die Maschine war von zwei Radarsystemen des Typs P-3 in Ventspils in Lettland entdeckt worden, worauf man Flug 27 von einer MiG-15 abschießen ließ.

## Bergung der DC-3 (Tp 79) von Flug 27
Das Wrack der DC-3 wurde am 10. Juni 2003 von Anders Jallai und dem Historiker Carl Douglas mit der Hilfe eines Sonars in einer Tiefe von 126 Metern gefunden. In der näheren Umgebung wurde auch das Wrack der Catalina aufgespürt. Acht Suchaktionen zwischen 1992 und 1995 waren erfolglos geblieben.
Nach einer längeren Vorbereitungszeit wurde das Flugzeug am 19. März 2004 geborgen und auf dem schwedischen Flottenstützpunkt Muskö untersucht. Nach dem Abschluss dieser Untersuchungen und der Konservierung des Wracks wurde es nach Linköping gebracht und seit dem 13. Mai 2009 im Flygvapenmuseum in einem eigenen Themenraum ausgestellt.

## Zusammenfassung

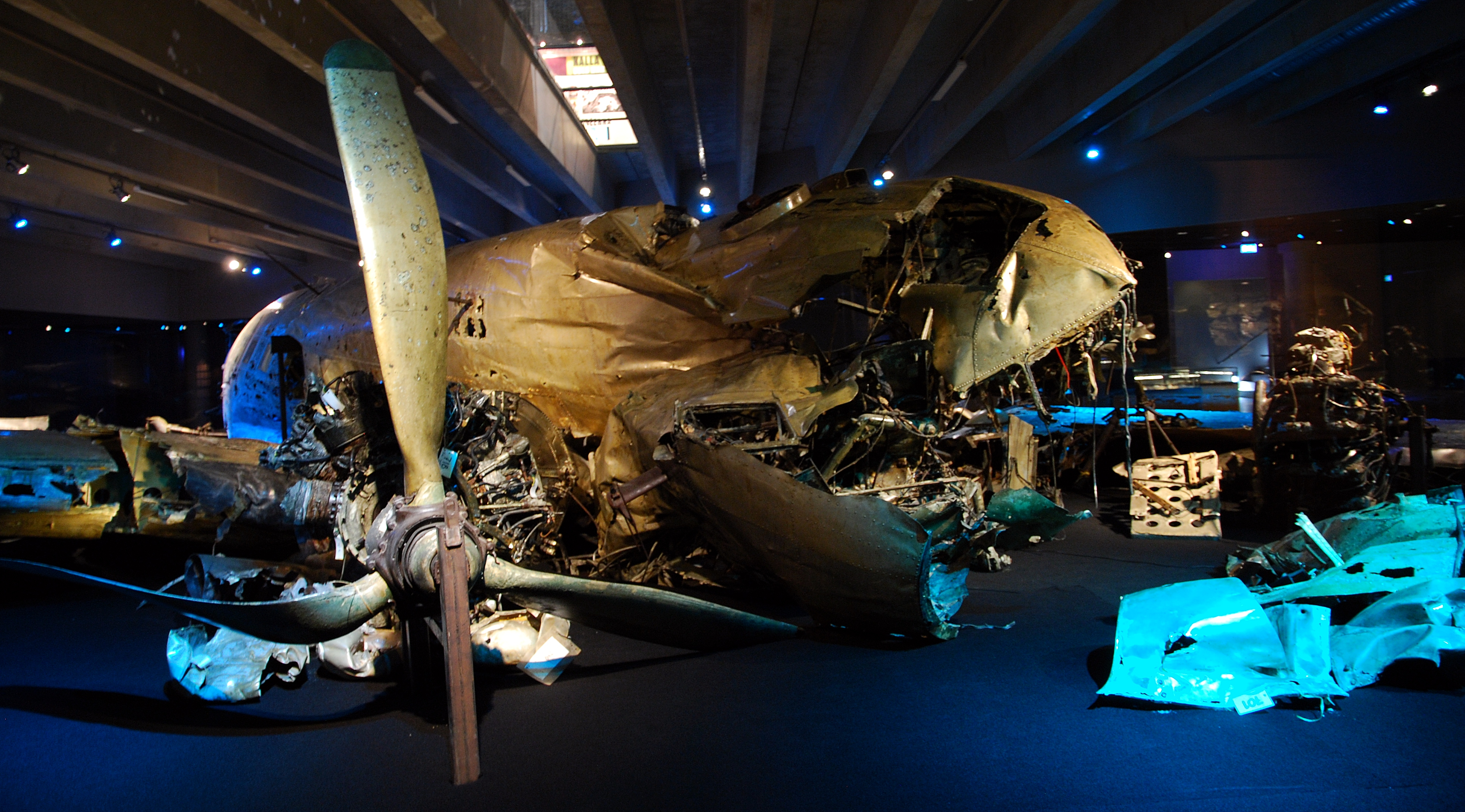
Ausgestelltes Wrack im Flygvapenmuseum in Linköping

Die Untersuchung ergab, dass die DC-3 durch eine MiG-15 abgeschossen worden war; das belegten mehrere Einschusslöcher im Rumpf der Maschine. Anhand einer Borduhr konnte auch die genaue Uhrzeit des Auftreffens auf die Wasseroberfläche mit 11:28:40 Uhr CET bestimmt werden.
Anhand der im Rumpf gefundenen sterblichen Überreste konnte die Cockpitbesatzung (Älmeberg, Mattsson, Blad) sowie der FRA-Leiter Jonsson identifiziert werden. Die übrigen vier Mitglieder der Besatzung gelten weiterhin als vermisst.